# 登川敬介
登川 敬介トガワケイスケ(Keisuke Togawa 1956年 ー ／ ファインアート・フォトグラファー。ライター。グラフィックデザイナー。サウンドデザイナー。空間デザイナー。CGデザイナー。アートプロデューサー。デザインディレクター。
高校を卒業後、1975年より横浜および東京都内に定住。

## 人物・経歴
1974年、大阪府立佐野高等学校時代から主にブルース系ギターセッションマンとして音楽活動を始める。1977年、20才の時、アフリカ系ブルースバンド(アマチュア)のコンサートを観て、その凄さ(音楽センス／歴史観)にショック受け、音楽活動を一旦中断する。1981年、アンディーウォーホルのバナナのレコードジャケットに魅了され、グラフィックデザインを独学。そして「音楽をデザイン」したいと思い始める。1982年、音楽活動の経験を買われニッカウイスキー青山二丁目の販売促進兼制作部(ANN)に配属され、ANNが運営するダンスクラブTSUBAKI BALL(玉椿)、TSUBAKI HOUSEのデザインディレクターとなる。現代美術に関心の高い友人らの影響を受け、都内の画廊を見て回り、アーティストが個展をするのに画廊に大金を支払っていることを知り、美術家の創作の現状と厳しさを知る。
1984年4月、新宿御苑にTHINK-TANK(シンクタンク)を設立。グラフィックデザイナー兼現代美術のアートプロデューサーとして開始。TSUBAKI BALL(玉椿)にアートギャラリースペースを設け、アーティストの個展とオープニングレセプションを無料で開放する。東京のアートシーンにおいて若手のアーティストらの稀な存在となる。その活動はTSUBAKI BALL・クアラルンプールアートスペースを拠点にして、西武(SEED)、原宿VIVRE21、ラフォーレ原宿などの大掛かりなアートディスプレイを手がけ、横浜、京都、福岡まで拡大した。さらにフジテレビの音楽番組マルイサウンドロフトの美術を若手の現代アーティストら(ムラカミヤスヒロ／辻井勝／鈴木淳子他)と展開した。1987年、THINK-TANKをたたむ。その理由は美術作家が企業に支えられコレクターに支えられていない事だった。同年、浜野商品研究所に入社(代表：浜野安宏／副社長：建築家安藤忠雄の双生児の弟北山孝雄)。制作部に配属されユニバーサルデザイン、環境デザインなどを目指す。副社長にマネジメント能力を評価され、昇格と高給を言い渡されたが、制作メンバーと協調できず、またクリエイティヴな仕事が難しくなると判断し１年足らずで退社している。
1988年、シリコングラフィックス・コンピュータ、マッキントシュ・コンピュータに興味を持ち、3DCGに取り組む。1990年からマルチメディアの構想を練り、1994年、六本木のレイコーポレーションに1年契約で入社し、CGだけでなく、デジタルサウンドの制作を開始。CGデザイナーとしてフリーランスとなり、アートディレクターの田中一光を中心としたプロジェクト「舞踏花伝」CD-ROMのCGディレクターとして参加。1995年、ピースオンデマンド企画制作および三井物産の出資による仮想空間の商業都市キュリオシティの監督を務め、日経新聞のマルチメディアデザイン最優秀賞となる。その後、神経症を患い、自宅で写真修復のためのフォトクリニカを開始。消滅仕掛けている貴重な多くの写真を復活させていた。その方法は高解像度で写真をスキャンしネガフィルムを起こし、コンピュータにフィルムを取り込み、デジタル修正と補正を行い、仕上げはフィルムもしくは手焼きのプリントだった。それから約２年後にTBSの報道番組のディレクターから電話が入り、北朝鮮の金正日(キムジョンイル)の写真の修復依頼があったが、拉致問題が頭をよぎり断っている。そして写真修復の受付を終了し、それから半年後にフォトクリニカを閉業した。
1997年、デジタルハリウッドのマルチメディア部門の講師を務める。1999年にBNN出版の依頼で３DCG専門書「Shadeトレーニングブック」を執筆出版(カバーデザインも手掛けている)初版：1999年8月20日。Shadeトレーニングブックは雑誌MacFanで販売数二位にランキングされ、解説内容を高く評価されている。それ以降、ものを書くようになり、映画監督新藤兼人主催のシナリオ学校に通う。しかし脚本を書くのは主体性がないと感じ、短編小説やデザイン関連のコラムを書き始める。神保町の編集プロダクション浪漫堂に加わり、毎日新聞出版の書籍のカバーデザインを始めるが、第61期将棋名人戦、森内俊之/羽生善治のカバーを担当し森内俊之の誤植があり出版部・編集者の校正がなく、印刷製本され、登川のデザイン責任だとして罵倒されノーギャラで仕事を失う。2003年、短編小説がフーコー短編賞の優秀賞に輝く。
2005年頃からデジタルカメラに関心を向け、2007年より写真のSNSパノラミオ(Panoramio)に写真を投稿し始める。そして海外の写真家と交流を深め、本格的にファインアート写真および建築写真を始める。2013年後半からKT-MaNdAとしてSoundCloudにデジタルサウンドをアップロードし始める。2014年9月、作曲したTokyo midnightがサウンドレーベル・Tribe of Noiseのプロデューサー、マルコ・ロカにピックアップされ、Pro契約を結び所属している。その後の音楽活動においては、映像、イベントなどのサウンドを手がけている。2018年10月、LensCultureより新進の写真才能として受賞。同年12月、ニューヨーク・ブルックリンにあるKLOMPCHING GALLERYにおいて受賞作品が展示されコレクションされている。2019年、The Beat of Lensculture Vol.3に写真が掲載されている。またスウェーデンを拠点とする１Xでも多くの写真が評価されている。2022年、藤井隆英禅師(曹洞宗)の門下で学び禅療法士(真法活)となる。

主な受賞歴
インターナショナルタイポグラフィー賞
日経新聞マルチメディアデザイン賞
日立マルチメディアデザイン賞
フーコー短編小説賞／優秀賞
レンズカルチャー新進写真家賞
1X会員として受賞作品多数